# 第51屆坎城影展
第51屆坎城影展於1998年5月13日至5月24日在法國坎城節慶宮舉辦，開幕片為美國導演麥克·尼可斯執導的《風起雲湧》，閉幕片則是德國導演羅倫·艾默里奇執導的科幻片《酷斯拉》，最高榮譽金棕櫚獎則頒給了希臘導演泰奧·安哲羅普洛斯執導的《永遠的一天》。

## 評審團

### 競賽單元
- 馬丁·史柯西斯：導演。（評審團主席）
- 阿藍·柯諾：導演。
- ／ 齊雅拉·馬斯楚安尼：演員。
- 陳凱歌：導演。
- 萊娜·歐林（瑞典语：Lena Olin）：演員。
- M·C·索拉赫（法语：MC Solaar）：饒舌音樂家。
- 麥克·溫特波頓：導演。
- 雪歌妮·薇佛：演員。
- 薇諾娜·瑞德：演員。
- 佐依·凡德斯（西班牙语：Zoé Valdés）：作家。

## 官方單元

### 競賽片
| 中文片名                | 原文片名                             | 導演              | 製作國                                      |
| ----------------------- | ------------------------------------ | ----------------- | ------------------------------------------- |
| 《兩個四月》            | Aprile                               | 南尼·莫瑞提       | 義大利                                      |
| 《愛我就搭火車》        | Ceux qui m'aiment prendront le train | 巴提斯·謝侯       | 法國                                        |
| 《克雷爾多蘭》          | Claire Dolan                         | 洛奇·科里根       | 美国、 法國                                 |
| 《愚蠢之心》            | Corazón iluminado                    | 海克特·巴班克     | 阿根廷、 巴西、 法國                        |
| 《與我共舞》            | Dance Me to My Song                  | 洛夫·德·希爾      |                                             |
| 《洞》                  | 《洞》                               | 蔡明亮            | 臺灣、 法國                                 |
| 《賭城風情畫》          | Fear and Loathing in Las Vegas       | 泰瑞·吉連         | 美国                                        |
| 《那一個晚上》          | Festen                               | 湯瑪斯·凡提柏格   | 丹麦                                        |
| 《海上花》              | 《海上花》                           | 侯孝賢            | 臺灣                                        |
| 《亨利你這個大笨蛋》    | Henry Fool                           | 哈爾·赫特利       | 美国                                        |
| 《白痴》                | Idioterne                            | 拉斯·馮·提爾      | 丹麦、 西班牙、 瑞典、 法國、 荷蘭、 義大利 |
| 《不滅的愛》            | Illuminata                           | 約翰·特托羅       | 美国                                        |
| 《哈魯斯坦洛夫，開車!》 | Хрусталёв, машину!                   | 阿爾克謝·蓋爾曼   | 俄羅斯                                      |
| 《無瑕的色彩》          | L'École de la chair                  | 班諾·賈克         | 法國                                        |
| 《雪地裡的魅影》        | La Classe de neige                   | 克勞德·米勒       | 法國                                        |
| 《賣玫瑰的孩子》        | La vendedora de rosaso               | 維多·加維里亞     | 哥伦比亚                                    |
| 《天使熱愛的生活》      | La Vie rêvée des anges               | 艾希克·宗卡       | 法國                                        |
| 《美麗人生》            | La vita è bella                      | 羅貝托·貝尼尼     | 義大利                                      |
| 《永遠的一天》          | Μιααιωνιότητακαιμιαμέρα              | 泰奧·安哲羅普洛斯 | 希腊                                        |
| 《我的名字是喬》        | My Name Is Joe                       | 肯·洛區           | 英国                                        |
| 《王牌大盜》            | The General                          | 約翰·鮑曼         | 爱尔兰                                      |
| 《絲絨金礦》            | Velvet Goldmine                      | 陶德·海恩斯       | 英国、 美国                                 |

## 獎項

### 正式競賽單元
- 金棕櫚獎：泰奧·安哲羅普洛斯 - 《永遠的一天》
- 評審團大獎：羅貝托·貝尼尼 - 《美麗人生》
- 最佳導演獎：約翰·鮑曼 - 《王牌大盜（英语：The General (1998 film)）》
- 最佳男演員獎：彼得·穆蘭 - 《我的名字是喬（英语：My Name Is Joe）》
- 最佳女演員獎：艾羅蒂·布雪、娜塔莎·雷尼耶 - 《天使熱愛的生活（法语：La Vie rêvée des anges）》
- 最佳劇本獎：哈爾·赫特利（英语：Hal Hartley） - 《亨利你這個大笨蛋（英语：Henry Fool）》
- 評審團獎：
  - 湯瑪斯·凡提柏格 - 《那一個晚上》
  - 克勞德·米勒（法语：Claude Miller） - 《雪地裡的魅影（法语：La Classe de neige (film)）》
- 傑出藝術貢獻獎：陶德·海恩斯 - 《絲絨金礦》

### 會外獎項
- 費比西國際影評人獎：
  - 《洞》 - 蔡明亮（競賽單元）
  - 《愛我，就讓我快樂（英语：Happiness (1998 film)）》 - 陶德·索倫茲（英语：Todd Solondz）（平行單元）

## 外部連結
- 第51屆坎城影展 （页面存档备份，存于）
- 第51屆坎城影展 （页面存档备份，存于）在網路電影資料庫上的資料。